# Прощаться не будем
«Прощаться не будем» — российский фильм в жанре военной драмы режиссёра Павла Дроздова. В главной роли: Андрей Мерзликин. Премьера фильма в России состоялась 21 июня 2018 года.

## Сюжет
Действие фильма происходит в конце 1941 года, когда огромная немецкая армия приближается к Калинину (Тверь) в надежде через него подобраться в самое сердце России — в Москву. Защищать город собрались лишь 2 тысячи человек при полном отсутствии артиллерии и танков. Только эшелоны 5-й стрелковой дивизии способны остановить противника, но диверсанты готовы пойти на всё, чтобы этого не произошло. В центре сюжета становится майор Павел Сысоев, которого при всех попытках сохранить спокойствие в Калинине обвиняют в причастности к вражеской группе.

## В ролях
| Актёр              | Роль |
| ------------------ | --- |
| Андрей Мерзликин   | майор Павел Алексеевич Сысоев военный комендант г. Калинина                                                |
| Алёна Чехова       | Маша |
| Артур Ваха         | майор государственной безопасности Дмитрий Токарев начальник Управления НКГБ — НКВД по Калининской области |
| Анатолий Гущин     | Василий Тяпов уголовник и диверсант                                                                        |
| Егор Бероев        | лейтенант НКВД Тимофеев                                                                                    |
| Юрий Кузнецов      | Гермоген Данилов священник                                                                                 |
| Дагун Омаев        | Иса Акаев водитель Сысоева                                                                                 |
| Сергей Горобченко  | старший лейтенант НКВД Егор Горохов                                                                        |
| Родион Долгирев    | Ося Блюменталь                                                                                             |
| Анна Чурина        | Елена Матвеевна Горохова                                                                                   |
| Дмитрий Гусев      | Юхтин церковный сторож                                                                                     |
| Ксения Петрухина   | Санька Коростылёва                                                                                         |
| Андрей Смоляков    | генерал-полковник Иван Конев командующий Западным фронтом                                                  |
| Александр Робак    | Виктор Коростылёв                                                                                          |
| Анна Пескова       | Надя Сысоева                                                                                               |
| Елена Захарова     | Галина Коростылёва                                                                                         |
| Юрий Маслак        | Ефимов |
| Константин Юченков | генерал-майор Василий Хоменко командующий 30-й армией                                                      |
| Андрей Чадов       | разведчик                                                                                                  |
| Ксения Алфёрова    | медсестра                                                                                                  |

## Съёмочная группа
- Автор сценария: Наталья Лебедева, Павел Дроздов
- Режиссёр-постановщик: Павел Дроздов
- Оператор-постановщик: Кирилл Сперанский
- Художник-постановщик: Павел Шаппо
- Композитор: Алексей Чинцов
- Режиссёр монтажа: Александр Пак
- Постановщик трюков: Юрий Маслак
- Военно-исторический консультант: Юрий Маслак
- Продюсер: Алексей Петрухин
- Исполнительный продюсер: Татьяна Емченко